# Maniola subandina
Maniola subandina är en fjärilsart som beskrevs av Jörgensen 1935. Maniola subandina ingår i släktet Maniola och familjen praktfjärilar. Inga underarter finns listade i Catalogue of Life.